# Goniophysetis lactealis
Goniophysetis lactealis is een vlinder van de familie van de grasmotten (Crambidae), uit de onderfamilie van de Glaphyriinae. De wetenschappelijke naam van deze soort is voor het eerst voorgesteld door George Francis Hampson in een publicatie uit 1916.
De soort komt voor in Oeganda, Kenia, Botswana, Zuid-Afrika en Eswatini.